# Blair Betts
Blair Betts (* 16. Februar 1980 in Edmonton, Alberta) ist ein ehemaliger kanadischer Eishockeyspieler, der im Verlauf seiner aktiven Karriere zwischen 1996 und 2011 unter anderem 539 Spiele für die Calgary Flames, New York Rangers und Philadelphia Flyers in der National Hockey League (NHL) auf der Position des Centers bestritten hat. Seine größten Karriereerfolge feierte Betts jedoch im Trikot der Saint John Flames aus der American Hockey League (AHL) mit dem Gewinn des Calder Cups im Jahr 2001 sowie im Trikot der kanadischen U20-Nationalmannschaft mit dem Gewinn der Silbermedaille bei der U20-Junioren-Weltmeisterschaft 1999.

## Karriere
Betts spielte als Jugendlicher in der kanadischen Juniorenliga Western Hockey League (WHL) bei den Prince George Cougars. Diesen blieb er zwischen 1996 und 2000 vier Spielzeiten lang treu und erreichte in jedem Jahr die Playoffs.
Nachdem Betts bereits im NHL Entry Draft 1998 in der zweiten Runde an 33. Stelle von den Calgary Flames aus der National Hockey League (NHL) ausgewählt worden war, holten ihn diese zu Beginn der Saison 2000/01 erstmals in ihr Farmteam in der American Hockey League (AHL). Bei den Saint John Flames führte sich der Center gut ein und verbrachte auch die größten Teil der Spielzeit 2001/02 dort. In 67 Spielen in der regulären Saison verbuchte Betts 49 Scorerpunkte, was zur Folge hatte, dass er im Februar 2002 erstmals in den NHL-Kader der Calgary Flames berufen wurde. Insgesamt kam er zu sechs Einsätzen, bei denen er ein Tor erzielen konnte. In den beiden folgenden Spielzeiten kam er nur vereinzelt zu Einsätzen, da er immer wieder durch Verletzungen zurückgeworfen wurde.
Zur Trade Deadline im März 2004 wurde er dann zusammen mit Jamie McLennan und Greg Moore zu den New York Rangers transferiert. Im Gegenzug wechselte Chris Simon nach Calgary. Während des Lockouts der NHL-Saison 2004/05 spielte Betts für das AHL-Farmteam der Rangers, das Hartford Wolf Pack. Ab der folgenden Saison 2005/06 gehörte er dann zum Stammpersonal der Rangers und tat sich besonders als hervorragender Unterzahlspieler hervor.
Im Sommer 2009 lief sein Vertrag bei den Rangers aus und Betts nahm am Trainingslager der Philadelphia Flyers teil, die ihn im Oktober 2009 einen Einjahresvertrag unterbreiteten. Im Februar 2010 erhielt Betts eine Vertragsverlängerung über zwei Jahre, wurde aber im Oktober 2011 von den Flyers auf die Waiver-Liste gesetzt und zunächst von dieser durch die Canadiens de Montréal ausgewählt. Da er den Gesundheitscheck bei den Canadiens nicht bestand, kehrte er zu den Flyers zurück, verpasste die komplette Saison 2011/12 und beendete anschließend seine Karriere.

### International
Betts vertrat sein Heimatland bei der U20-Junioren-Weltmeisterschaft 1999 in der kanadischen Provinz Manitoba. Im Turnierverlauf absolvierte er fünf Partien und blieb punktlos. Im Finalspiel unterlag er mit Kanada gegen Russland und gewann die Silbermedaille.

## Erfolge und Auszeichnungen
- 1998 Teilnahme am CHL Top Prospects Game
- 2001 Calder-Cup-Gewinn mit den Saint John Flames
- 2008 Victoria-Cup-Gewinn mit den New York Rangers

### International
- 1999 Silbermedaille bei der U20-Junioren-Weltmeisterschaft

## Karrierestatistik

### International
Vertrat Kanada bei:
- U20-Junioren-Weltmeisterschaft 1999

(Legende zur Spielerstatistik: Sp oder GP = absolvierte Spiele; T oder G = erzielte Tore; V oder A = erzielte Assists; Pkt oder Pts = erzielte Scorerpunkte; SM oder PIM = erhaltene Strafminuten; +/− = Plus/Minus-Bilanz; PP = erzielte Überzahltore; SH = erzielte Unterzahltore; GW = erzielte Siegtore; 1 Play-downs/Relegation; Kursiv: Statistik nicht vollständig)